# Pabra järve
Pabra järve este o arie protejată (arie specială de conservare — SAC, sit de importanță comunitară — SCI) din Estonia întinsă pe o suprafață de 58,2 ha, integral pe uscat.

## Localizare
Centrul sitului Pabra järve este situat la coordonatele 57°36′34″N 27°23′23″E / 57.6094°N 27.3898°E.

## Înființare
Situl Pabra järve a fost declarat sit de importanță comunitară în aprilie 2004 pentru a proteja 1 specie de animale. Situl a fost protejat și ca arie specială de conservare în septembrie 2005.

## Biodiversitate
Situată în ecoregiunea boreală, aria protejată conține 1 habitat natural: Ape oligotrofe din câmpii nisipoase, cu un conținut foarte redus de minerale (Littorelletalia uniflorae).
La baza desemnării sitului se află o specie protejată de  pești: țipar (Misgurnus fossilis).